# Карузо, Энтони
Энтони Карузо (англ. Anthony Caruso; 7 апреля 1916 — 4 апреля 2003) — американский характерный актёр, более всего известный своими работами в кино в 1940—1950-е годы и на телевидении в 1950—1960-е годы.
Карузо обычно играл небольшие и эпизодические роли, изображая, как правило, отрицательных персонажей. Среди наиболее значимых его фильмов — «Джонни Аполлон» (1940), «Дозор на Рейне» (1943), «Гордость морпехов» (1945), «Каждому своё» (1946), «Синий георгин» (1946), «Моя любимая брюнетка» (1947), «Мне не поверят» (1947), «Асфальтовые джунгли» (1950) и «Женщина его мечты» (1951).
На протяжении 1957—1975 годов Карузо сыграл 14 разных ролей в 14 эпизодах телесериала-вестерна «Дымок из ствола». На телевидении он также сыграл памятную роль капитана Хуана Ортеги в первом сезоне телесериала компании Уолта Диснея «Зорро» (1957), а также разбойника Эль Лобо в трёх эпизодах телесериала «Высокий кустарник» (1967-69).

## Ранние годы и начало карьеры
Энтони Карузо родился 7 апреля 1916 года во Франкфорте, Индиана, его отец был торговцем фруктами, родом из Сицилии. В 10-летнем возрасте Энтони вместе с семьёй переехал в Лонг-Бич, Калифорния, где родители стали работать в ресторане, принадлежащем дальнему родственнику. Ещё в школе Энтони начал актёрскую карьеру, блистая в школьных постановках.
Благодаря своим актёрским способностям после окончания школы в 1934 году Карузо получил стипендию на стажировку в Театр Пасадины. Однако он предпочёл совершенствовать профессиональное мастерство в театральной труппе из Лонг-Бич Hart Players, в составе которой в течение двух лет играл постоянно, причём каждую неделю в новом спектакле. Одновременно, пользуясь своей фамилией, Карузо пытался сделать карьеру певца. В 1935 году Карузо всё-таки поступил на стажировку в Театр Пасадины, где сыграл заметную роль в организации проводимого театром первого Шекспировского летнего фестиваля. Во время работы в этом театре Карузо познакомился с начинающим актёром Аланом Лэддом. Так как у Лэдда в то время совсем не было денег, Карузо накормил его обедом за свой счёт, и благодарный Лэдд запомнил этот поступок Карузо на всю жизнь.
Из Пасадины Карузо перебрался в Нью-Йорк где вступил в Федеральный театральный проект в рамках программы Управления общественных работ Президента Франклина Д. Рузвельта. В рамках проекта Карузо сыграл во множестве постановок, включая «Судный день», «Верность», «Чудесно проводя время», «Тупик» и «Воцарение зимы», однако в 1939 году финансирование театрального проекта было прекращено.

## Карьера в кино в 1940—1990 годах
К этому времени на Карузо обратили внимание специалисты по поиску талантов студии 20th Century Fox, благодаря которым он получил небольшую роль подручного гангстера в своём кинодебюте, фильме нуар «Джонни Аполлон» (1940) с Тайроном Пауэром в главной роли. Вслед за этим Карузо сыграл индейца-полукровку в приключенческой ленте Сесиля де Милля «Северо-западная конная полиция» (1940) с Гэри Купером в главной роли, бандита — в приключенческой мелодраме «Дьявольский трубопровод» (1940) и снова бандита — в криминальной комедии «Высокий, тёмный и красивый» (1941).
В 1942 году на съёмках Карузо вновь встретил Алана Лэдда, который после фильма «Оружие для найма» (1942) стал самой перспективной звездой студии Paramount. Они быстро подружились, и в течение последующих пяти лет Лэдд, который был известен своей преданностью друзьям, организовал своему другу сначала роль наёмного убийцы в комедийном триллере «Счастливчик Джордан» (1942), а затем — роли в фильмах нуар «Стеклянный ключ» (1942) и «Синий георгин» (1946), где сам сыграл главные роли.
Также в этот период Карузо можно увидеть в таких первоклассных картинах, как шпионские мелодрамы «Через океан» (1942) с Хамфри Богартом и «Дозор на Рейне» (1943) с Бетт Дейвис, приключенческий военный экшн «История доктора Васселла» (1944), послевоенная мелодрама «Гордость морпехов» (1945), в которой Карузо сыграл редкую для себя положительную роль, и мелодрама «Каждому своё» (1946), где он вновь был мафиози. По мнению Тома Вэлланса из газеты Independent, среди других ранних фильмов Карузо выделяются также «приятный шпионский триллер» «Вне подозрений» (1943) с Джоан Кроуфорд, где он сыграл пограничника, и «качественный, хотя и спорный» военный фильм Рауля Уолша «Цель — Бирма» (1945), который был изъят из британского проката, потому что представлял американцев как единственных солдат, воевавших в бирманской войне. У Карузо в этой картине была малая, но значимая роль нервного новичка в отряде парашютистов. Кроме того, Карузо «угрожал» Бобу Хоупу в нескольких комедиях студии Paramount, среди них «Мсье Бокур» (1946), «Моя любимая брюнетка» (1947) и «Там, где жизнь» (1947).
На рубеже 1940-50-х годов Карузо появился в целой серии фильмов нуар, среди них «Ночной редактор» (1946), «Мне не поверят» (1947), «Сыщик» (1949) и «Место преступления» (1949). Однако, по мнению историка кино Карен Хэннсберри, свою «самую лучшую и наиболее содержательную нуаровую роль Карузо сыграл в классическом фильме „Асфальтовые джунгли“ (1950), где его профессия медвежатника резко контрастировала с заботой о малолетней дочери». Как отметил в The Guardian кинокритик Роналд Берган, «по словам одного из преступников, он был лучшим медвежатником к западу от Чикаго, искусным механиком, участвовал в нескольких крупных ограблениях, и как говорят, может открыть сейф как крышку от часов — только он дорого стоит». При этом, по словам Бергана, «в этой, вероятно, своей лучшей роли Карузо показал и свою нежную, мягкую сторону». Как позднее говорил Карузо, «фильм стал культовой классикой и очень помог моей карьере: Джон Хьюстон был одним из лучших режиссёров, с которыми мне приходилось работать. Он мог заставить актёров раскрыться полностью, даже если они этого и не замечали». Карузо также запомнился по роли садиста-подручного крупного гангстера в фильме нуар «Женщина его мечты» (1951), когда он бил Роберта Митчема по голой спине ремнём с металлической пряжкой.
Одну из своих лучших ролей, по мнению Вэлланса, Карузо сыграл в биографической приключенческой драме «Железная госпожа» (1952) с Аланом Лэддом в роли Джима Боуи, героя Техасской революции и изобретателя ножа Боуи. «Играя в этой картине преступного азартного игрока Джека Стёрдванта, Карузо сошёлся с Лэддом в смертельной драке на ножах, ставшей одной из самых ярких сцен фильма».
Карузо также обратил на себя внимание отличной игрой в вестерне Майкла Кёртиса «Парень из Оклахомы» (1954) с Уиллом Роджерсом в главной роли. Среди других важных ролей в вестернах — где он, по словам Бергана, «играл как бледнолицых, так и краснокожих» — была роль вождя индейцев, который разграбляет ранчо героини Барбары Стэнвик в ленте «Королева скота Монтаны» (1954). В том же году Карузо сыграл в фильме ужасов «Призрак улицы Морг» (1954), а два года спустя — в гангстерском фильме «Малыш Нельсон» (1956) с Микки Руни в роли знаменитого преступника.
В 1954 году Лэдд создал собственную продюсерскую компанию Jaguar Films, в фильмах которой Карузо стал постоянным актёром. В вестерне «Бой барабанов» (1954) он сыграл дружественного вождя племени модоки, который ведёт переговоры о мире с бывшим борцом с индейцами (Лэдд). Он был рыбаком, запуганным мафией, в фильме нуар «Ад в заливе Фриско» (1955) с Лэддом и Эдвардом Г. Робинсоном в главных ролях. У него также была превосходная роль беспринципного торговца скотом в вестерне «Большая земля» (1957), который с помощью обмана и убийств стремиться стать боссом западного городка, пока в решающей перестрелке его не убивает миролюбивый скотовод (Лэдд). Последним, одиннадцатым совместным фильмом Карузо с Лэддом был римейк «Асфальтовых джунглей» в жанре вестерн под названием «Высшая справедливость» (1958).
Среди поздних картин Карузо наиболее значимыми были гангстерский фильм «Молодой Диллинджер» (1965) и криминальный экшн «Плохой Джонни Бэрроуз» (1976). По мнению Хэла Эриксона, одну из своих самых крупных и выдающихся киноролей Карузо сыграл в 1976 году в боевике «Отряд Зебра», где создал образ мафиозного главаря в Лос-Анджелесе, империю которого намерена уничтожить группа ветеранов вьетнамской войны. Последней работой Карузо в кино стала приключенческая картина «Легенда Гриззли Адамса» (1990).

## Карьера на телевидении в 1947—1986 годах
С начала 1950-х годов и на протяжении почти трёх десятилетий Карузо пользовался большим спросом на телевидении, сыграв в сотнях эпизодов различных телесериалов. Карузо появлялся в таких известных сериалах, как «Приключения Супермена» (1953), «Одинокий рейнджер» (1955), «Зорро» (1958), «Дни в долине смерти» (1958-59), «Маверик» (1960), «Дымок из ствола» (1957-75, в 14 эпизодах этого сериала Карузо сыграл 14 различных ролей), «Перри Мейсон» (1962-65), «Сыромятная плеть» (1960-65), «Неприкасаемые» (1960), «Семейка Адамс» (1965), «Дикий дикий Запад» (1966-68), «Морпех Гомер Куча» (1967-68), «Зелёные акры» (1969-71), «ФБР» (1969-73), «Миссия невыполнима» (1971), «Айронсайд» (1972), «Улицы Сан-Франциско» (1973) и «Невероятный Халк» (1981). Он также сыграл в таких популярных сериалах, как «Ларами» (1959-62), «Караван повозок» (1959-61), «Бонанза» (1959-64), «Гавайский глаз» (1960), «Напряги извилины» (1965) и «Звёздный путь» (1968). В трёх эпизодах телесериала «Высокий кустарник» (1967-69) у Карузо была регулярная роль сбегающего из тюрьмы разбойника Эль Лобо, которого ловили и снова отправляли в тюрьму. Как отмечали сценаристы сериала, Эль Лобо был «суровым, неумолимым и жестоким, но притягательным и увлекательным» персонажем. То же, по словам Бергана, «можно сказать и о многих других образах, созданных Карузо».

## Актёрское ампула и анализ творчества
Как написала Хэннсберри, за свою карьеру Карузо сыграл более чем в 100 фильмах, «специализируясь на небольших ролях и эпизодах, в которых играл, как правило, отрицательных персонажей». По словам киноведа, «на смуглого, мускулистого и зловещего Карузо всегда можно было положиться, когда требовалось добавить немного угрозы на экране. Именно амплуа бандита обеспечивало Карузо ролями на протяжении всей его карьеры». Хэннсберри также отметила, что «помимо частых появлений в ролях разного рода бандитов Карузо регулярно играл персонажей различного этнического происхождения и различных национальностей».
По словам Бергена, Карузо был «коренастым, смуглым и грубовато красивым актёром, который обладал массивной челюстью, хриплым голосом и опасной ухмылкой, а также сильным, почти угрожающим типом личности. На протяжении пятидесятилетней карьеры с помощью своих глумливых ухмылок и суровых взглядов он проложил себе путь в 120 картин и почти столько же телесериалов, часто играя итало-американских гангстеров, мексиканцев, греков, испанцев и индейских вождей».
В газете The Telegraph было отмечено, что Карузо «со своей квадратной челюстью и грубым голосом был по-суровому красивым, смуглым характерным актёром, который обычно играл типичных итальянских гангстеров, ковбоев или бандитов в голливудских фильмах 1940-х годов. Как он сам часто говорил, зрители не знали его имени, но если в гангстерском фильме или низкобюджетном вестерне начиналась драка, наверняка, развязывал её именно он». C середины 1940-х годов Карузо стал «играть более разнообразные роли, но именно отрицательные роли давались ему лучше всего».
Вэлланс отметил, что Карузо был «одним из самых значимых злодеев на экране и при этом одним из самых разносторонних актёров, он играл не только итальянцев, но и представителей многих других национальностей, в частности, коренных американцев, греков, мексиканцев, испанцев и славян. Его суровая красивая внешность, хриплый голос и навыки боксёра и всадника позволили ему убедительно играть крутых парней как вестернах, так и в гангстерских фильмах. И хотя Карузо так и не нашёл свою звёздную роль, тем не менее, он был популярным актёром, который сыграл памятные роли в таких картинах, как „Асфальтовые джунгли“ и „Железная госпожа“».
По словам Эриксона, «начиная со своего первого фильма „Джонни Аполлон“ (1940), Карузо играл злодеев, оставаясь надёжным актёром, несущим с экрана угрозу вплоть до 1980-х годов», хотя в редких случаях ему позволялось сыграть и положительных персонажей.
Карузо связывала многолетняя личная и творческая дружба с актёром Аланом Лэддом. После того, как Лэдд стал звездой, он, по словам Карузо, «не снимался ни в одной картине без меня, или, по крайней мере, пытался организовать мне роль в каждой своей картине. И он стал очень дорогим, очень близким моим другом». В общей сложности Карузо появился в 11 фильмах, в которых Лэдд играл главные роли.

## Личная жизнь
Карузо был заядлым садоводом и поваром итальянской кухни. Он также был известен как верный и преданный семьянин. В 1942 году он женился на актрисе Тоне Валенти, с которой прожил в браке более 60 лет до своей смерти. У пары родилось двое детей — Антонио и Валентина.

## Смерть
Энтони Карузо умер после продолжительной болезни 4 апреля 2003 года в своём доме в Брентвуде, Калифорния, всего за несколько дней до своего 87-го дня рождения.

## Фильмография
| Год       |     | Русское название                                     | Оригинальное название                    | Роль                                                   |
| --------- | --- | ---------------------------------------------------- | ---------------------------------------- | ------------------------------------------------------ |
| 1940      | ф   | Джонни Аполлон                                       | Johnny Apollo                            | Джо, подручный гангстера                               |
| 1940      | ф   | Невеста была на костылях                             | The Bride Wore Crutches                  | Макс                                                   |
| 1941      | ф   | Высокий, тёмный и красивый                           | Tall, Dark and Handsome                  | вооружённый бандит                                     |
| 1942      | ф   | Всегда в моём сердце                                 | Always in My Heart                       | Фрэнк                                                  |
| 1942      | ф   | Воскресный удар                                      | Sunday Punch                             | Нэт Куччи                                              |
| 1942      | ф   | Счастливчик Джордан                                  | Lucky Jordan                             | наёмный убийца                                         |
| 1943      | ф   | Призрак и гость                                      | The Ghost and the Guest                  | подручный Тед                                          |
| 1943      | ф   | Дозор на Рейне                                       | Watch on the Rhine                       | итальянец                                              |
| 1943      | ф   | Девушка из Монтерея                                  | The Girl from Monterrey                  | Альберто «Беби» Вальдес                                |
| 1943      | ф   | Фантом                                               | The Phantom                              | граф Силенто (в титрах не указан)                      |
| 1944      | ф   | История доктора Васселла                             | The Story of Dr. Wassell                 | моряк «Мраморная голова» на трапе (в титрах не указан) |
| 1945      | ф   | Смелость Криминального доктора                       | The Crime Doctor’s Courage               | Мигель Брагга                                          |
| 1945      | ф   | Гордость морпехов                                    | Pride of the Marines                     | Джонни Риверс                                          |
| 1945      | ф   | Цель — Бирма                                         | Objective, Burma!                        | Мигглеори (в титрах не указан)                         |
| 1945      | кор | Пистолет в его руке                                  | A Gun in His Hand                        | Фрэнки                                                 |
| 1945      | кор | Звезда в ночи                                        | Star in the Night                        | Хосе Сантос                                            |
| 1946      | ф   | Тарзан и женщина-леопард                             | Tarzan and the Leopard Woman             | Монго                                                  |
| 1946      | ф   | Человек-кот в Париже                                 | The Catman of Paris                      | Рауль                                                  |
| 1946      | ф   | Не играйте с незнакомцами                            | Don't Gamble with Strangers              | Пинки Луис                                             |
| 1946      | ф   | Последняя преступная миля                            | The Last Crooked Mile                    | Чарли, член банды                                      |
| 1946      | ф   | Каждому своё                                         | To Each His Own                          | мафиози (в титрах не указан)                           |
| 1946      | ф   | Синий георгин                                        | The Blue Dahlia                          | капрал морпехов (в титрах не указан)                   |
| 1947      | ф   | Охотники за новостями                                | News Hounds                              | Дэн Греко                                              |
| 1947      | ф   | Дикая жатва                                          | Wild Harvest                             | Пит                                                    |
| 1947      | ф   | Там, где жизнь                                       | Where There's Life                       | Джон Фалда                                             |
| 1947      | ф   | Дьявольский корабль                                  | Devil Ship                               | Венетти                                                |
| 1947      | с   | Общественный обвинитель                              | Public Prosecutor                        | Чипс Маллой                                            |
| 1948      | ф   | Победителю                                           | To the Victor                            | Никки                                                  |
| 1948      | ф   | Инцидент                                             | Incident                                 | Нейлз                                                  |
| 1948      | ф   | Песня Индии                                          | Song of India                            | майор Дорадж                                           |
| 1949      | ф   | Сыщик                                                | The Undercover Man                       | Сальваторе Рокко                                       |
| 1949      | ф   | Невеста мести                                        | Bride of Vengeance                       | капитан стражи                                         |
| 1949      | ф   | Незаконное проникновение                             | Illegal Entry                            | Тиг                                                    |
| 1949      | ф   | Анна Лукаста                                         | Anna Lucasta                             | Эдди                                                   |
| 1949      | ф   | Место преступления                                   | Scene of the Crime                       | Тони Ратцо                                             |
| 1949      | ф   | Угроза                                               | The Threat                               | Ник Деймон                                             |
| 1950      | ф   | Асфальтовые джунгли                                  | The Asphalt Jungle                       | Луис Чавелли                                           |
| 1950      | ф   | Тарзан и рабыня                                      | Tarzan and the Slave Girl                | Сенго                                                  |
| 1950      | ф   | Заключённые в юбках                                  | Prisoners in Petticoats                  | Никки Боуман                                           |
| 1950—1953 | с   | Театр у камина (4 эпизода)                           | Fireside Theatre                         | Ник Слейд/Папа                                         |
| 1951      | ф   | Согласно миссис Хойл                                 | According to Mrs. Hoyle                  | Морганти                                               |
| 1951      | ф   | Женщина его мечты                                    | His Kind of Woman                        | Тони (в титрах не указан)                              |
| 1951      | с   | Театр Бигелоу                                        | The Bigelow Theatre                      |                                                        |
| 1951      | ф   | Приятели Золотого Запада                             | Pals of the Golden West                  | Лакки Грилло, он же Джим Брэдфорд                      |
| 1952      | ф   | Бутс Мэлоун                                          | Boots Malone                             | Джо                                                    |
| 1952      | ф   | Погоня в пустыне                                     | Desert Pursuit                           | Хассан                                                 |
| 1952      | ф   | Железная госпожа                                     | The Iron Mistress                        | Блэк Джек Стёдервант                                   |
| 1952      | ф   | Пират Черная борода                                  | Blackbeard, the Pirate                   | Пьер Лягард                                            |
| 1952      | ф   | Звезда взойдёт                                       | A Star Shall Rise                        | пастух                                                 |
| 1952      | с   | Неожиданное (2 эпизода)                              | The Unexpected                           | Пулански/Пол                                           |
| 1952      | с   | Семейный театр                                       | Family Theatre                           | Шеферд                                                 |
| 1952—1953 | с   | Отряд (2 эпизода)                                    | Racket Squad                             | Антуан                                                 |
| 1953      | ф   | Человек с оружием                                    | The Man Behind the Gun                   | Вик Сатро                                              |
| 1953      | ф   | Пустынный легион                                     | Desert Legion                            | лейтенант Массо                                        |
| 1953      | ф   | Захватчики семи морей                                | Raiders of the Seven Seas                | Ренцо                                                  |
| 1953      | ф   | Форт Алжир                                           | Fort Algiers                             | Чавес                                                  |
| 1953      | ф   | Стальная леди                                        | The Steel Lady                           | Загора                                                 |
| 1953      | с   | Письмо к Лоретте                                     | Letter to Loretta                        | Дон Хаббард                                            |
| 1953      | с   | Ваша любимая история                                 | Your Favorite Story                      |                                                        |
| 1953      | с   | Приключения Супермена                                | Adventures of Superman                   | Луиджи Динелли                                         |
| 1953      | с   | Шоу Эбботта и Костелло (2 эпизода)                   | The Abbott and Costello Show             | Блэк Барт/Скарпасс                                     |
| 1953—1959 | с   | Театр звезд от «Шлитц» (3 эпизода)                   | Schlitz Playhouse of Stars               | Тони                                                   |
| 1954      | ф   | Парень из Оклахомы                                   | The Boy from Oklahoma                    | Барни Тёрлок                                           |
| 1954      | ф   | Призрак улицы Морг                                   | Phantom of the Rue Morgue                | Одноглазый Жак                                         |
| 1954      | ф   | Саскачеван                                           | Saskatchewan                             | Меченый Орёл                                           |
| 1954      | ф   | Страсть                                              | Passion                                  | сержант Муньос                                         |
| 1954      | ф   | Бой барабана                                         | Drum Beat                                | Мэнок                                                  |
| 1954      | ф   | Королева скота из Монтаны                            | Cattle Queen of Montana                  | Натчакоа                                               |
| 1954      | с   | Истории века                                         | Stories of the Century                   | Тибурсио Васкес                                        |
| 1954      | с   | Общественный защитник (2 эпизода)                    | Public Defender                          | Ник / Ник Эдвардс                                      |
| 1954      | с   | Театр «Корона» с Глорией Свансон                     | Crown Theatre with Gloria Swanson        |                                                        |
| 1954      | с   | Городской детектив                                   | City Detective                           | Хейсман                                                |
| 1954      | с   | Телевизионный театр от «Форд»                        | The Ford Television Theatre              | Винстон К. Мило                                        |
| 1954      | с   | Театр Четырёх звезд                                  | Four Star Playhouse                      | Барт                                                   |
| 1955      | ф   | Проход на Санта-Фе                                   | Santa Fe Passage                         | Чавес                                                  |
| 1955      | ф   | Великолепный матадор                                 | The Magnificent Matador                  | Эмилиано                                               |
| 1955      | ф   | Город теней                                          | City of Shadows                          | Тони Финетти                                           |
| 1955      | ф   | Тюремные нарушители                                  | Jail Busters                             | Персиваль П. Ланниган                                  |
| 1955      | ф   | Компаньон Теннесси                                   | Tennessee's Partner                      | Тёрнер                                                 |
| 1955      | ф   | Самый крутой человек                                 | The Toughest Man Alive                   | Пит Гор                                                |
| 1955      | с   | Паспорт опасности                                    | Passport to Danger                       | Лонцо                                                  |
| 1955      | с   | Сцена 7                                              | Stage 7                                  | Дэнни Аркетто                                          |
| 1955      | с   | Солдаты удачи                                        | Soldiers of Fortune                      | Эл Гавалон                                             |
| 1955      | с   | Театр Дэймона Раниона                                | Damon Runyon Theatre                     | Себастьян Морано                                       |
| 1955      | с   | Ярость                                               | Fury                                     | Джозеф                                                 |
| 1955      | с   | Большой город                                        | Big Town                                 | Гарольд Мило                                           |
| 1955      | с   | Звезда и история                                     | The Star and the Story                   |                                                        |
| 1955      | с   | Свистун                                              | The Whistler                             | Бранч Морган                                           |
| 1955      | с   | Одинокий рейнджер                                    | The Lone Ranger                          | Так Ханна                                              |
| 1955—1956 | с   | Видеотеатр от «Люкс» (2 эпизода)                     | Lux Video Theatre                        | Дино/Коррисон                                          |
| 1956      | ф   | Ад в заливе Фриско                                   | Hell on Frisco Bay                       | Себастьян Пасмоник                                     |
| 1956      | ф   | Когда гангстеры наносят удар                         | When Gangland Strikes                    | Дьюк Мартелла                                          |
| 1956      | ф   | Крик в ночи                                          | A Cry in the Night                       | Тони Чавес                                             |
| 1956      | ф   | Прогулка по гордой земле                             | Walk the Proud Land                      | Дисалин                                                |
| 1956      | с   | Медик                                                | Medic                                    | Генри Фаллгрен                                         |
| 1956      | с   | Студия 57                                            | Studio 57                                | Гарретт                                                |
| 1956      | с   | Час студии «Двадцатый век-Фокс»                      | The 20th Century-Fox Hour                | Гоклия                                                 |
| 1956      | с   | Крестоносец                                          | Crusader                                 | Нарада                                                 |
| 1956      | с   | Зал звёзд от «Шеврон»                                | Chevron Hall of Stars                    | Уолш                                                   |
| 1956      | с   | Театр Этель Бэрримор (2 эпизода)                     | Ethel Barrymore Theater                  |                                                        |
| 1956      | с   | Телеграфная служба                                   | Wire Service                             | Артуро                                                 |
| 1956      | с   | Приключения Джима Боуи (2 эпизода)                   | The Adventures of Jim Bowie              | Антуан Беллотт/Ле Гант                                 |
| 1956      | с   | Граф Монте-Кристо                                    | The Count of Monte Cristo                | Thiers                                                 |
| 1956—1957 | с   | Сломанная стрела (2 эпизода)                         | Broken Arrow                             | Чато                                                   |
| 1956—1958 | с   | Джейн Уаймен представляет театр у камина (2 эпизода) | Jane Wyman Presents The Fireside Theatre | Майк/Гарретт                                           |
| 1957      | ф   | Большая земля                                        | The Big Land                             | Брог                                                   |
| 1957      | ф   | Оклахомец                                            | The Oklahoman                            | Джим Хоук                                              |
| 1957      | ф   | Беззаконные восьмидесятые                            | The Lawless Eighties                     | Вождь волков                                           |
| 1957      | ф   | Джо Дакота                                           | Joe Dakota                               | Маркус Виззини                                         |
| 1957      | ф   | Малыш Нельсон                                        | Baby Face Nelson                         | Джон Хамильтон                                         |
| 1957      | с   | Беспокойное оружие                                   | The Restless Gun                         | падре Базилико                                         |
| 1957      | с   | Тихая служба (2 эпизода)                             | The Silent Service                       | лейтенант Уолтер Маззоне                               |
| 1957      | с   | Вертолёты                                            | Whirlybirds                              | подполковник Бентли                                    |
| 1957—1961 | с   | Есть оружие – будут путешествия (4 эпизода)          | Have Gun - Will Travel                   | Соломон/Гимп/Жёлтая звезда                             |
| 1957—1959 | с   | Истории Уэллс-Фарго (2 эпизода)                      | Tales of Wells Fargo                     | Сломанная рука/Бенсон                                  |
| 1957—1975 | с   | Дымок из ствола (14 эпизодов)                        | Gunsmoke                                 | разные роли                                            |
| 1957—1973 | с   | Диснейленд (6 эпизодов)                              | Disneyland                               | чиф Блэкфиш/маршал Брэндон/Билл Саблетт                |
| 1958      | ф   | Форт павших                                          | Fort Massacre                            | Рауни (индейский скаут)                                |
| 1958      | ф   | Высшая справедливость                                | The Badlanders                           | Команче                                                |
| 1958      | ф   | Легион обречённых                                    | Legion of the Doomed                     | сержант Калвелли                                       |
| 1958      | с   | Майк Хаммер (2 эпизода)                              | Mike Hammer                              | Лу Линдзи/Арти Бэррон                                  |
| 1958      | с   | Подозрение                                           | Suspicion                                | Ренцо                                                  |
| 1958      | с   | Кейси Джонс                                          | Casey Jones                              | Рик Мэдден                                             |
| 1958      | с   | Зорро (3 эпизода)                                    | Zorro                                    | Дон Хуан Ортега                                        |
| 1958      | с   | Территория Томбстоун                                 | Tombstone Territory                      | Аугустин Рамирес                                       |
| 1958      | с   | Опознание                                            | The Lineup                               |                                                        |
| 1958      | с   | Калифорнийцы                                         | The Californians                         | Леоне Лакиаво                                          |
| 1958—1959 | с   | Разыскивается живым или мёртвым (2 эпизода)          | Wanted: Dead or Alive                    | Мэтт Клири/отец Мигель                                 |
| 1958—1959 | с   | Дни в долине смерти (2 эпизода)                      | Death Valley Days                        | Кабрио/Фрэнк Лесли                                     |
| 1958—1960 | с   | Шоу Рэда Скелтона (3 эпизода)                        | The Red Skelton Show                     | Счастливчик Франсуа/гангстер                           |
| 1959      | ф   | Никогда не кради мелочей                             | Never Steal Anything Small               | лейтенант Тевис                                        |
| 1959      | ф   | Чудесная страна                                      | The Wonderful Country                    | Сантьяго Сантос                                        |
| 1959      | с   | Шугарфут                                             | Sugarfoot                                | Вик Латур                                              |
| 1959      | с   | Питер Ганн                                           | Peter Gunn                               | Рамон ДеКара                                           |
| 1959—1964 | с   | Бонанза (4 эпизода)                                  | Bonanza                                  | Скво Чарли / вождь Кеокук / Лагос / вождь Виннемукка   |
| 1959—1962 | с   | Ларами (2 эпизода)                                   | Laramie                                  | Марти Карр / Курт Ланг                                 |
| 1959—1961 | с   | Караван повозок (3 эпизода)                          | Wagon Train                              | Мэрте / Джозеф / Дон Луис Салазар                      |
| 1960      | с   | Жизнь и житие Уайатта Эрпа                           | The Life and Legend of Wyatt Earp        | Дон Себастиан                                          |
| 1960      | с   | Маверик (2 эпизода)                                  | Maverick                                 | лейтенант Джо Петрино / Джо Вермильон                  |
| 1960      | с   | Маркэм                                               | Markham                                  | лейтенант Джо Ринальди                                 |
| 1960      | с   | Помощник шерифа                                      | The Deputy                               | грабитель банка                                        |
| 1960      | с   | Речная лодка                                         | Riverboat                                | вождь Белый Бык                                        |
| 1960      | с   | Гавайский глаз                                       | Hawaiian Eye                             | Майк Каридео                                           |
| 1960      | с   | Неприкасаемые                                        | The Untouchables                         | Гвидо Морелли                                          |
| 1960      | с   | Триллер                                              | Thriller                                 | Джонни Лонго                                           |
| 1960      | с   | Майкл Шейн                                           | Michael Shayne                           | Джоэл Мосс                                             |
| 1960      | с   | Техасец                                              | The Texan                                | Гар Лумис                                              |
| 1960      | с   | Натянутый канат                                      | Tightrope                                | Ларри Мейсон                                           |
| 1960      | с   | Джонни Миднайт                                       | Johnny Midnight                          | Дэнни д’Анджело                                        |
| 1960—1961 | с   | Коронадо 9 (3 эпизода)                               | Coronado 9                               | Ник Дэггетт / Джек Бона / Дэнни                        |
| 1960—1965 | с   | Сыромятная плеть (3 эпизода)                         | Rawhide                                  | Милт Декстер/Серый Орёл/Каллен                         |
| 1961      | ф   | Самый опасный человек на свете                       | Most Dangerous Man Alive                 | Энди Дэймон                                            |
| 1961      | с   | Сёрфсайд 6                                           | Surfside 6                               | Хоуби                                                  |
| 1961      | с   | Морская охота                                        | Sea Hunt                                 | Том Марчак                                             |
| 1961      | с   | Ревущие двадцатые (2 эпизода)                        | The Roaring 20's                         | Лакки Ломбарди                                         |
| 1962      | ф   | Побег из Захрейна                                    | Escape from Zahrain                      | Тахар                                                  |
| 1962      | с   | Шоу Дика Пауэлла                                     | The Dick Powell Show                     | лейтенант Гонзалес                                     |
| 1962      | с   | Сотня Кейна                                          | Cain's Hundred                           | Нед Фалько                                             |
| 1962—1965 | с   | Перри Мейсон (3 эпизода)                             | Perry Mason                              | Харви Реттиг/Энрико Бачио/Кит Ломбард                  |
| 1963      | с   | Великое приключение (2 эпизода)                      | The Great Adventure                      | Сидящий Бык                                            |
| 1964      | ф   | Куда ушла любовь                                     | Where Love Has Gone                      | Рафаэль                                                |
| 1964      | с   | Путешествие Джейми Макфитерза                        | The Travels of Jaimie McPheeters         | Одинокий Орёл                                          |
| 1964      | с   | Театр саспенса от «Крафт»                            | Kraft Suspense Theatre                   | Куэро                                                  |
| 1964      | с   | Семейка Аддамс                                       | The Addams Family                        | Дон Хавьер Молинас                                     |
| 1965      | ф   | Сильвия                                              | Sylvia                                   | Масслз                                                 |
| 1965      | ф   | Молодой Диллинджер                                   | Young Dillinger                          | Рокко                                                  |
| 1965      | с   | Напряги извилины                                     | Get Smart                                | Ред Клауд                                              |
| 1966      | с   | Тарзан                                               | Tarzan                                   | Гранди                                                 |
| 1966      | с   | Дорога на запад                                      | The Road West                            | Амос Брубейкер                                         |
| 1966—1968 | с   | Дикий дикий запад (3 эпизода)                        | The Wild Wild West                       | Хосе Агилла/Дьюс/вождь Яркая звезда                    |
| 1966—1970 | с   | Виргинцы (3 эпизода)                                 | The Virginian                            | Мэтью Келлер/Сэм Мейсон/Па Тейт                        |
| 1967      | с   | Временное пространство                               | The Time Tunnel                          | Эрнандо Кортес                                         |
| 1967      | с   | Девушка из АНКЛ                                      | The Girl from U.N.C.L.E.                 | Аминторе Доссетти                                      |
| 1967—1969 | с   | Высокий кустарник (3 эпизода)                        | The High Chaparral                       | Эль Лобо                                               |
| 1967—1968 | с   | Гомер Куча, морпех (2 эпизода)                       | Gomer Pyle: USMC                         | мистер Рандаццо/Нино                                   |
| 1968      | с   | Звёздный путь                                        | Star Trek                                | Бела Оксмикс                                           |
| 1968      | с   | Лансер                                               | Lancer                                   | Толедано                                               |
| 1969      | тф  | Отчаянная миссия                                     | The Desperate Mission                    | Дон Мигель Руис                                        |
| 1969      | ф   | Вкус мести                                           | El sabor de la venganza                  |                                                        |
| 1969      | с   | Требуется вор (2 эпизода)                            | It Takes a Thief                         | Ранион                                                 |
| 1969      | с   | Наименование игры                                    | The Name of the Game                     | Эдди Кларк                                             |
| 1969—1971 | с   | Зеленые просторы (2 эпизода)                         | Green Acres                              | Стадс/Мэк                                              |
| 1969—1973 | с   | ФБР (3 эпизода)                                      | The F.B.I.                               | Майк Саттер/Лари Бендер/шеф полиции Филипп Кроу        |
| 1970      | ф   | Хлопающий крыльями                                   | Flap                                     | вождь племени Серебряный Доллар                        |
| 1970      | ф   | Брат, поплачь обо мне                                | Brother, Cry for Me                      |                                                        |
| 1970      | с   | Любовь по-американски                                | Love, American Style                     | Орфик                                                  |
| 1970      | с   | В Рим с любовью                                      | To Rome with Love                        | Джакомо                                                |
| 1971      | с   | Лонгстрит                                            | Longstreet                               | капитан Димирджян                                      |
| 1971      | с   | Мэнникс                                              | Mannix                                   | Чарли Апеллини                                         |
| 1971      | с   | Три моих сына                                        | My Three Sons                            | Фрэнк Лесли                                            |
| 1971      | с   | Няня и профессор                                     | Nanny and the Professor                  | Калавери                                               |
| 1971      | с   | Миссия невыполнима                                   | Mission: Impossible                      | Леонард Морган                                         |
| 1972      | с   | Айронсайд                                            | Ironside                                 | Антонио Фацци                                          |
| 1972      | с   | Шоу Дорис Дэй                                        | The Doris Day Show                       | Николас Каврос                                         |
| 1972      | с   | Медицинский центр                                    | Medical Center                           | Занарек                                                |
| 1973      | с   | Улицы Сан-Франциско                                  | The Streets of San Francisco             | Луис «Лу» Росселли                                     |
| 1974      | ф   | Грязная Салли                                        | Dirty Sally                              | Паретти                                                |
| 1974      | ф   | Легенда графа Дуранда                                | The Legend of Earl Durand                | шериф Траск                                            |
| 1974      | с   | Накиа                                                | Nakia                                    |                                                        |
| 1974      | с   | Полицейская история                                  | Police Story                             | Мартин                                                 |
| 1974      | с   | Грязная Салли                                        | Dirty Sally                              | Паретти                                                |
| 1976      | ф   | Отряд «Зебра»                                        | Zebra Force                              | Сальваторе Морено                                      |
| 1976      | ф   | Злой Джонни Бэрроуз                                  | Mean Johnny Barrows                      | Дон Да Винче                                           |
| 1977      | ф   | История падре Кино                                   | Mission to Glory: A True Story           |                                                        |
| 1977      | ф   | Когти                                                | Claws                                    | Генри Чико                                             |
| 1977      | с   | Женщина-полицейский                                  | Police Woman                             | Маркос Вентзелос                                       |
| 1977      | с   | Дельвеккио                                           | Delvecchio                               | Тони Гритти                                            |
| 1978      | с   | Остров фантазий                                      | Fantasy Island                           | Большой Эл Карлуччи                                    |
| 1978      | с   | Баретта                                              | Baretta                                  | Сальвадор                                              |
| 1978      | с   | Отдел 5-O                                            | Hawaii Five-O                            | Дэвид Торп                                             |
| 1979      | ф   | Кровавая земля                                       | Tierra sangrienta                        |                                                        |
| 1981      | с   | Невероятный Халк                                     | The Incredible Hulk                      | Дэнни Ромеро                                           |
| 1984      | тф  | Специальный выпуск Джо Пископо                       | The Joe Piscopo Special                  | Тони Ди Ноно                                           |
| 1986      | с   | Охотник                                              | Hunter                                   | Ник Бартони                                            |
| 1987      | ф   | Смертельная вражда                                   | Savage Harbor                            | Гарри                                                  |
| 1987      | тф  | На месте: Шоу Роузэнн Барр                           | On Location: The Roseanne Barr Show      | генерал                                                |
| 1990      | ф   | Легенда Гризли Адамса                                | The Legend of Grizzly Adams              | Дон Карлос                                             |